# Binago

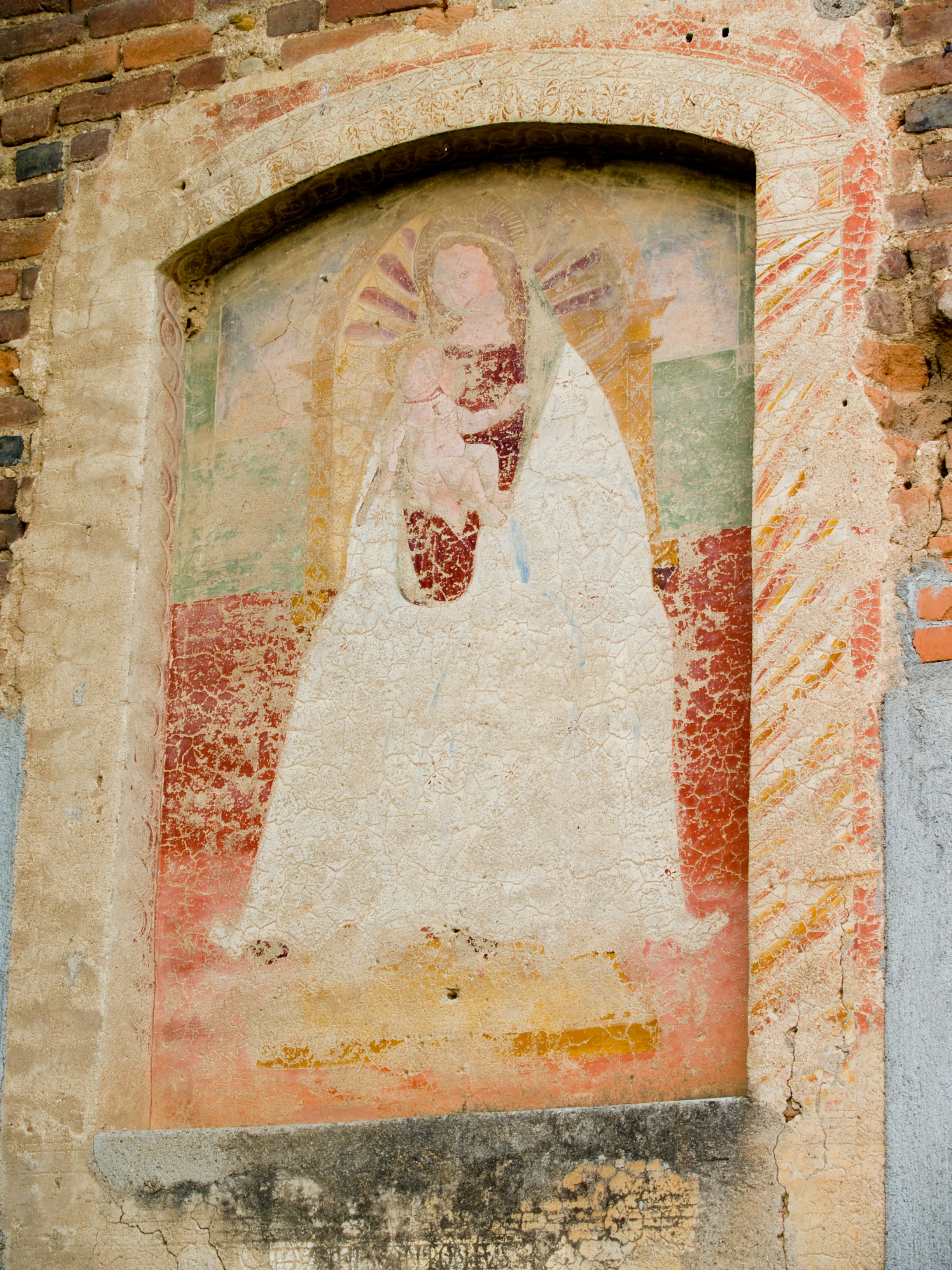
Fresko in Binago, Casale Cassinazza

Binago ist eine Gemeinde mit 4842 Einwohnern (Stand 31. Dezember 2023) in der italienischen Provinz Como in der Region Lombardei.

## Geographie
Sie ist etwa 18 km von der Provinzhauptstadt, und etwa 10 km von Varese entfernt. Man nennt die dortigen Bewohner oft „scusaritt“, was im lokalen Dialekt so viel wie „Schürzen“ bedeutet.
Die Nachbargemeinden sind am Norden Malnate und Solbiate con Cagno, am Osten Olgiate Comasco, am Süden Oltrona di San Mamette, und am Westen Venegono Superiore.

## Sehenswürdigkeiten
- Pfarrkirche San Giovanni Battista[2]
- Kirche Santi Pietro e Paolo[3]
- Kirche Santa Maria[4]